# Caicara del Orinoco
Caicara del Orinoco je grad u venezuelanskoj saveznoj državi Bolivar od 45 500 stanovnika i administrativni centar općine Cedeño.

## Zemljopisne karakteristike
Caicara del Orinoco se nalazi na istoku države Bolivar na desnoj obali Orinoca.

## Povijest
Caicara del Orinoco izgrasla je krajem 18. st. kao rudarski centar kad su u okolici otkriveni dijamanti i zlato, a kasnije i boksit.
Za vrijeme Bolivarove revolucije - 1881. bila je čak i glavni grad Provizorne države Bolivar.

## Gospodastvo i prijevoz
Današnja Caicara del Orinoco je trgovački i administrativni centar, poljoprivredno rudarskog kraja.

## Vanjske poveznice
- Caicara del Orinoco (šp.)